# Julia Richter
Julia Richter, född den 29 september 1988 i Schwedt i Östtyskland, är en tysk roddare.
Hon tog OS-silver i scullerfyra i samband med de olympiska roddtävlingarna 2012 i London.